# Будилка
Буди́лка —  село в Україні, у Лебединській міській громаді Сумського району Сумської області. Населення становить 2049 осіб. До 2020 орган місцевого самоврядування — Будильська сільська рада.

## Географія
Село Будилка знаходиться на березі річки Будилка, яка через 5 км впадає в річку Псел, вище за течією на відстані 1,5 км розташоване село Куличка, нижче за течією на відстані 3 км розташоване село Селище. На відстані 1 км розташоване село Дремлюги, за 2 км — Боровенька, за 3 км вище по течії — колишнє село Тимофіївка. До села примикає великий лісовий масив (сосна). Через село проходить автомобільна дорога Т 1906. До села веде залізнична гілка від міста Лебедин.

## Історія
Село засноване в 30-х роках XVII ст. У XVIII столітті — центр двох Будилківських сотень Сумського полку.
За даними на 1864 рік у казенному селі Лебединської волості Лебединського повіту Харківської губернії, мешкало 1328 осіб (654 чоловічої статі та 674 — жіночої), налічувалось 215 дворових господарств.
Станом на 1885 рік у колишній державній слободі мешкало 1080 осіб, налічувалось 332 дворових господарства, існували православна церква та школа.
За переписом 1897 року кількість мешканців зросла до 1863 осіб (925 чоловічої статі та 938 — жіночої), з яких всі — православної віри.
Станом на 1914 рік село відносилось до Боровенської волості, кількість мешканців зросла до 2966 осіб.
12 червня 2020 року, відповідно до Розпорядження Кабінету Міністрів України № 723-р «Про визначення адміністративних центрів та затвердження територій територіальних громад Сумської області», увійшло до складу Лебединської міської територіальної громади.
19 липня 2020 року, після ліквідації Лебединського району, село увійшло до Сумського району.
30 травня 2024 року на фасаді Будильської середньої школи відкрито меморіальну дошку мешканцю села, українському військовику Блідусі Івану.

## Населення
Згідно з переписом УРСР 1989 року чисельність наявного населення села становила 2239 осіб, з яких 940 чоловіків та 1299 жінок.
За переписом населення України 2001 року в селі мешкало 2036 осіб.

### Мова
Розподіл населення за рідною мовою за даними перепису 2001 року:
| Мова       | Відсоток |
| ---------- | -------- |
| українська | 94,44 %  |
| російська  | 5,03 %   |
| білоруська | 0,15 %   |
| вірменська | 0,05 %   |
| інші       | 0,33 %   |

## Пам'ятки
- Дуб у с. Будилка — ботанічна пам'ятка природи місцевого значення.

## Відомі люди
- Блідуха Іван Ілліч — український військовик, учасник російсько-української війни[12][13].
- Демиденко Олександр Степанович (1940) — поет-пісняр, автор текстів понад 200 пісень. Найбільше відомий як автор слів пісні «Плаче захмарене небо». Член Національної спілки письменників України (з 2009).
- Назаренко Євген Данилович (1938—2009) — український краєзнавець, історик, педагог.
- Никоненко Леонід Максимович (1929—2016) — український письменник, драматург, театральний актор.
- Стрельченко Неля Наумівна (1941) — український педагог.
- Шупик Платон Лукич (1907—1986) — міністр охорони здоров'я УРСР.